# À Cova (Serreta)
À Cova é uma localidade da freguesia da Serreta, concelho de Angra do Heroísmo, ilha Terceira, arquipélago dos Açores.